# Ново-Хамидие
Ново-Хамиди́е (кабард.-черк. Хьэмидиещӏэ, Овцесовхоз) — село в Терском районе Кабардино-Балкарской Республики. 
Административный центр муниципального образования «Сельское поселение Ново-Хамидие».

## География
Селение расположено в восточной части Терского района, на правом берегу Малокабардинского канала. Находится в 48 км к северо-востоку от районного центра — Терек и в 89 км от города Нальчик.
Протяжённость села с севера на юг составляет 0,7 км, с запада на восток — 1 км.
Граничит с землями населённых пунктов: Нижний Курп на юго-западе, Малый Терек на западе, Хамидие на севере, Акведук и Нижний Малгобек на востоке. Также на западе к Ново-Хамидие примыкал, ныне упразднённый рабочий посёлок Любский. К югу от села расположены урочища — Бадуко и Каншоуко.
Населённый пункт расположен у северного подножья Арикского хребта, на наклонной Мало-Кабардинской равнине, в переходной от предгорной в равнинную, зоне республики. Средние высоты на территории села составляют 216 метров над уровнем моря. Рельеф местности пересечённая и представляет собой в основном наклонную предгорную равнину, переходящая на юге в склоны Арикского хребта (западный отрог Терского хребта).
Гидрографическая сеть в основном представлена главной артерией Малокабардинского канала. Грунтовые воды залегают на глубине 5-7 метров.
Климат влажный умеренный с тёплым летом и прохладной зимой. Среднегодовая температура воздуха составляет около +10,0°С, и колеблется от средних +23,0°С в июле, до средних −2,5°С в январе. Минимальные температуры зимой редко отпускаются ниже −10°С, летом максимальные температуры достигают +35°С. Среднегодовое количество осадков составляет около 600 мм. Основная часть осадков выпадает в период с апреля по июнь. Основные ветры — северные. В конце лета возможны засухи, вызванные воздействием воздушных течений исходящими из Прикаспийской низменности.

## История
Селение начинает свою историю с 1924 года, когда на отрогах Арикского хребта богатых степной растительностью, решением бюро областного комитета партии и облисполкома было организовано специализированное овцеводческое хозяйство — Племовцесовхоз «Мало-Кабардинский». Первыми жителями нового посёлка были — Кандуровы, Танашевы, Оброковы, Кожаевы, Хадзеговы, Барагуновы, Карпушины и Серковы.
В 1928 году был построен небольшой кирпичный завод, действовавший до 1949 года. С пуском кирпичного завода наиболее шире развернулось строительство жилых и хозяйственных построек. В 1929 году было построено семь многоквартирных домов. А в начале 1930-х годов были сданы в эксплуатацию клуб, медпункт, магазины и контора совхоза.
В ноябре 1962 года Указом Президиума Верховного Совета КБАССР от 20 ноября 1962 года, посёлку при Малокабардинском Племовцесовхозе было присвоено наименование селение Ново-Хамидие.
В том же году село Ново-Хамидие с посёлком Акведук были отделены от Хамидиевского сельсовета и преобразованы в отдельный сельский совет — Ново-Хамидиевский.

## Население
| 2002 | 2010 | 2021 |
| ---- | ---- | ---- |
| 876  | ↘771 | ↘665 |

Национальный состав
По данным Всероссийской переписи населения 2002 года, 75 % населения села составляли кабардинцы.
По данным Всероссийской переписи населения 2021 года:
| Народ               | Численность, чел. | Доля от всего населения, % |
| ------------------- | ----------------- | -------------------------- |
| кабардинцы          | 514               | 77,30 %                    |
| русские             | 94                | 14,13 %                    |
| балкарцы            | 31                | 4,66 %                     |
| другие / не указано | 26                | 3,91 %                     |
| всего               | 665               | 100,0 %                    |

Половозрастной состав
По данным Всероссийской переписи населения 2010 года:
| Возраст     | Мужчины, чел. | Женщины, чел. | Общая численность, чел. | Доля от всего населения, % |
| ----------- | ------------- | ------------- | ----------------------- | -------------------------- |
| 0 — 14 лет  | 67            | 67            | 134                     | 17,4 %                     |
| 15 — 59 лет | 282           | 253           | 535                     | 69,4 %                     |
| от 60 лет   | 38            | 64            | 102                     | 13,2 %                     |
| Всего       | 387           | 384           | 771                     | 100,0 %                    |

Мужчины — 387 чел. (50,2 %). Женщины — 384 чел. (49,8 %).
Средний возраст населения — 35,0 лет. Медианный возраст населения — 32,0 лет.
Средний возраст мужчин — 32,7 лет. Медианный возраст мужчин — 30,5 лет.
Средний возраст женщин — 37,2 лет. Медианный возраст женщин — 34,0 лет.

## Образование
- МКОУ Средняя общеобразовательная школа (с пришкольным интернатом) — ул. Октябрьская, 9[9].
- МКДОУ Начальная школа Детский сад — ул. Октябрьская, 9 «а».

## Здравоохранение
- Фельдшерско-акушерский пункт — пер. Зелёный, 1.
- Ветеринарный участок

## Культура
- МКУК Сельский Дом культуры — пер. Матросова, 10.

Общественно-политические организации:
- Адыгэ Хасэ
- Совет ветеранов труда

## Религия
- Местная религиозная мусульманская организация «Ново-Хамидие» — ул. Октябрьская, 14.

В селе действует один мусульманский молельный дом. Имеются мусульманское и православное кладбища.

## Экономика
Основу экономики села составляет сельское хозяйство. Ныне на территории сельского поселения продолжают разведение мелкого рогато скота и выращивание злаковых культур.
В советское время в окрестностях села действовал крупный племенной овцеводческий совхоз, который специализировался на выращивании полутонкорунных овец.
Во время войны по решению правительства совхоз был преобразован в конзавод №79. И хозяйство стало специализироваться на разведении лошадей кабардинской породы для нужд обороны страны. За короткий срок поголовье лошадей в конзаводе было доведено до 600 голов в год. В середине 1950-х годов конзавод был обратно преобразован в племовцесовхоз.
Ныне главными бюджетообразующими предприятиями на территории села являются:
- Малотоннажный завод по переработке нефти НК ОАО «Роснефть»;
- Крестьянско-фермерское хозяйство «Гершишев»;
- Оптово-закупочная база со сельскохозяйственным складом, специализирующаяся на реализации продуктов питания, агропродукции, запасных и комплектующих материалах.

## Улицы
На территории села зарегистрировано 8 улиц и 4 переулка:
Улицы

| 8 марта      |
| 9 мая        |
| Кабардинская |

| Канкошева    |
| М. Беждугова |
| Октябрьская  |

| Садовая |
| Степная |

Переулки

| Заречный |
| Зелёный  |

| Матросова |

| Школьный |

## Примечание
1. 1 2  Итоги Всероссийской переписи населения 2020 года (по состоянию на 1 октября 2021 года)
2. ↑  Ново-Хамидие. Общие сведения. Дата обращения: 7 июня 2019. Архивировано 7 июня 2019 года.
3. ↑  Численность населения Кабардино-Балкарской Республики по сельским населённым пунктам по итогам ВПН-2002
4. ↑  Численность населения КБР в разрезе населённых пунктов по итогам Всероссийской переписи населения 2010 года
5. ↑  Коряков Ю. Б.. База данных «Этно-языковой состав населённых пунктов России». Дата обращения: 21 января 2020. Архивировано 27 марта 2020 года.
6. ↑  Итоги Всероссийской переписи населения 2020 года. Том 5. Национальный состав и владение языками. Таблица 1. Национальный состав населения Кабардино-Балкарской Республики, городских округов и муниципальных районов. Дата обращения: 9 октября 2023. Архивировано 16 октября 2023 года.
7. ↑  База микроданных Всероссийской переписи населения 2010 года. Дата обращения: 14 ноября 2015. Архивировано из оригинала 9 июня 2014 года.
8. ↑  Численность населения КБР по итогам Всероссийской переписи населения 2010 года. Дата обращения: 11 декабря 2016. Архивировано из оригинала 24 июня 2016 года.
9. ↑  МКОУ СОШ с.п. Н-Хамидие. Дата обращения: 20 июля 2022. Архивировано 2 апреля 2022 года.
10. ↑  Коды ОКАТО и ОКТМО — Ново-Хамидие. Дата обращения: 7 июня 2019. Архивировано из оригинала 17 ноября 2015 года.